# Austroperla
Austroperla is een geslacht van steenvliegen uit de familie Austroperlidae. De wetenschappelijke naam van het geslacht is voor het eerst geldig gepubliceerd in 1905 door Needham.

## Soorten
Austroperla omvat de volgende soorten:
- Austroperla cyrene (Newman, 1845)